# 양현모 (레슬링 선수)
양현모(梁賢模, 1971년 3월 23일~)는 대한민국의 레슬링 선수, 지도자이다. 1996년 하계 올림픽에서 남자 자유형 미들급 은메달을 획득했다.

## 수상

### 수훈
- 체육훈장 맹호장(2024년 11월 12일)